# Southern Brave
Die Southern Brave sind ein englisches Cricket-Franchise aus Southampton, das seit dem Jahr 2021 mit einem Männer- und einem Frauen-Team an The Hundred teilnimmt.

## Geschichte
Nach der Verkündung der Teilnahme der Teams an The Hundred im Jahr 2019 wurde der Sri-Lanker Mahela Jayawardene als Coach des Männer-Teams und die Engländerin Charlotte Edwards als Coach des Frauen-Teams vorgestellt. Als assoziierte Counties wurden Hampshire und Sussex bekanntgegeben. In der ersten Saison ging das Frauen-Team als Tabellenerster in die Playoffs, wo es im Finale mit 48 Runs gegen die Oval Invincibles unterlag. Das Männer-Team spielte als Gruppenzweiter im Halbfinale gegen die Trent Rockets, gegen die sie mit 7 Wickets gewannen. Im Finale setzten sie sich dann mit 32 Runs gegen die Birmingham Phoenix durch um sich den Titel zu sichern. Im Jahr darauf schieden die Männer in der Vorrunde aus, während die Frauen als Gruppenzweiter ins Halbfinale einzogen. Dort setzten sie sich gegen die Trent Rockets mit 2 Runs durch, bevor sie erneut den Oval Invincibles im Finale mit 5 Wickets unterlagen. In der Saison 2023 gelang es den Frauen als Gruppenerster direkt ins Finale einzuziehen. Dort gewannen sie mit 34 Runs gegen die Northern Superchargers und sicherten sich den Titel. Die Männer zogen als Dritter der Vorrunde ins Halbfinale ein, wo sie den Manchester Originals mit 7 Wickets unterlagen. Im Jahr darauf wurden die Frauen mit nur einem Sieg Gruppenletzter, während die Männer als Dritter abermals ins Halbfinale einzogen. Dort setzten sie sich im Super Five gegen die Birmingham Phoenix durch, bevor sie im Finale gegen die Oval Invincibles mit 17 Runs unterlagen.

## Abschneiden in The Hundred

### Frauen
Das Frauen-Team schnitt in The Hundred wie folgt ab:
| Jahr | Spiele | Siege | Niederlagen | No Result | Endplatzierung (Vorrunde) |
| ---- | ------ | ----- | ----------- | --------- | ------------------------- |
| 2021 | 8      | 7     | 1           | 0         | Zweiter (1/8)             |
| 2022 | 6      | 5     | 1           | 0         | Zweiter (2/8)             |
| 2023 | 8      | 7     | 1           | 0         | Sieger (1/8)              |
| 2024 | 8      | 1     | 6           | 0         | Vorrunde (8/8)            |

### Männer
Das Männer-Team schnitt in The Hundred wie folgt ab:
| Jahr | Spiele | Siege | Niederlagen | No Result | Endplatzierung (Vorrunde) |
| ---- | ------ | ----- | ----------- | --------- | ------------------------- |
| 2021 | 8      | 5     | 2           | 1         | Sieger (2/8)              |
| 2022 | 8      | 3     | 5           | 0         | Vorrunde (7/8)            |
| 2023 | 8      | 4     | 3           | 1         | Halbfinale (3/8)          |
| 2024 | 8      | 5     | 2           | 1         | Zweiter (3/8)             |